# Final Fantasy Crystal Chronicles: Ring of Fates
Final Fantasy Crystal Chronicles: Ring of Fates is een Nintendo DS rollenspel (RPG) dat uitgebracht werd door Square Enix. Het spel maakt gebruik van de Nintendo Wi-Fi Connection. Het is een voorloper van Final Fantasy Crystal Chronicles die uitkwam voor de Nintendo GameCube. Er is ook nog een Final Fantasy Crystal Chronicles gemaakt voor Nintendo Wii, genaamd Final Fantasy Crystal Chronicles: The Crystal Bearers. Het spel kwam in Japan uit op 23 augustus 2007.